# Синніколау-Ромин
Синніколау-Ромин (рум. Sânnicolau Român) — село у повіті Біхор в Румунії. Адміністративний центр комуни Синніколау-Ромин.
Село розташоване на відстані 440 км на північний захід від Бухареста, 19 км на південний захід від Ораді, 144 км на захід від Клуж-Напоки, 138 км на північ від Тімішоари.

## Населення
За даними перепису населення 2002 року у селі проживали 1233 особи.
Національний склад населення села:
| Національність | Кількість осіб | Відсоток |
| -------------- | -------------- | -------- |
| румуни         | 1095           | 88,8%    |
| цигани         | 80             | 6,5%     |
| угорці         | 58             | 4,7%     |

Рідною мовою назвали:
| Мова      | Кількість осіб | Відсоток |
| --------- | -------------- | -------- |
| румунська | 1175           | 95,3%    |
| угорська  | 58             | 4,7%     |